# The Dropout
The Dropout è una miniserie televisiva statunitense creata da Elizabeth Meriwether, basata sul podcast The Dropout, condotto da Rebecca Jarvis e prodotto da ABC News. La miniserie tratta della caduta in disgrazia di Theranos, una società di biotecnologie, e della sua fondatrice Elizabeth Holmes (interpretata da Amanda Seyfried).
La serie è stata distribuita sulla piattaforma streaming Hulu a partire dal 3 marzo 2022. In Italia è stata distribuita interamente sulla piattaforma streaming Disney+, come "Star Original", il 20 aprile 2022.

## Trama
Basata sull'omonimo podcast di ABC Audio, The Dropout racconta l'ascesa e la caduta di Elizabeth Holmes e della sua azienda, la Theranos. La serie passa attraverso le probabili scelte che hanno motivato le bugie e gli inganni di Elizabeth Holmes, partendo dagli anni preadolescenziali fino alla sua esposizione mediatica dovuta alle frodi compiute.

## Personaggi e interpreti

### Personaggi principali
- Elizabeth Holmes, interpretata da Amanda Seyfried, doppiata da Myriam Catania
- Sunny Balwani, interpretato da Naveen Andrews, doppiato da Stefano Benassi

### Personaggi ricorrenti
- Rakesh Madhava, interpretato da Utkarsh Ambudkar, doppiato da Nanni Baldini
- Chris Holmes, interpretato da Michel Gill, doppiato da Francesco Prando
- Channing Robertson, interpretato da Bill Irwin, doppiato da Luca Biagini
- Richard Fuisz, interpretato da William H. Macy, doppiato da Luca Dal Fabbro
- Noel Holmes, interpretata da Elizabeth Marvel, doppiata da Anna Cesareni
- Phyllis Gardner, interpretata da Laurie Metcalf, doppiata da Laura Boccanera
- Lorraine Fuisz, interpretata da Mary Lynn Rajskub, doppiato da Claudia Razzi
- Rochelle Gibbons, interpretata da Kate Burton, doppiata da Chiara Salerno
- Ian Gibbons, interpretato da Stephen Fry, doppiato da Carlo Valli
- Don Lucas, interpretato da Michael Ironside, doppiato da Bruno Alessandro
- Brendan Morris, interpretato da Bashir Salahuddin, doppiato da Massimo Bitossi
- Wade Miquelon, interpretato da Josh Pais, doppiato da Sandro Acerbo
- Tyler Shultz, interpretato da Dylan Minnette, doppiato da Alex Polidori
- Jay Rosan, interpretato da Alan Ruck, doppiato da Stefano Thermes
- Larry Ellison, interpretato da Hart Bochner,
- Edmond Ku, interpretato da James Hiroyuki Liao, doppiato da Gianfranco Miranda
- Ana Arriola, interpretata da Nicky Endres, doppiata da Selvaggia Quattrini
- Erika Cheung, interpretata da Camryn Mi-Young Kim, doppiata da Emanuela Ionica
- Roland, interpretato da Andrew Leeds, doppiato da Francesco Pezzulli
- George Shultz, interpretato da Sam Waterston, doppiato da Luciano De Ambrosis
- David Boies, interpretato da Kurtwood Smith, doppiato da Gino La Monica
- Charlotte Shultz, interpretata da Anne Archer, doppiata da Cinzia De Carolis
- Judith Baker, interpretata da LisaGay Hamilton, doppiata da Antonella Alessandro
- Linda Tanner, interpretata da Michaela Watkins, doppiata da Francesca Fiorentini
- John Carreyrou, interpretato da Ebon Moss-Bachrach, doppiato da Giorgio Borghetti
- Mark Roessler, interpretato da Kevin Sussman, doppiato da Fabrizio Manfredi
- Christian Holmes, interpretato da Sam Straley, doppiato da Lorenzo D’Agata
- Daniel Young, interpretato da Shaun J. Brown, doppiato da Federico Campaiola
- Avie Tevanian, interpretato da Amir Arison, doppiato da Massimiliano Manfredi
- Kevin Hunter, interpretato da Rich Sommer, doppiato da Alessandro Quarta

## Produzione

### Sviluppo
Il 10 aprile 2019, Deadline Hollywood riferì che Hulu aveva ordinato la produzione di una serie composta da 6 a 10 episodi. La serie sarebbe stata prodotta da Kate McKinnon; dalla la conduttrice del podcast The Dropout, Rebecca Jarvis; e dai suoi produttori, Taylor Dunn e Victoria Thompson. La società di produzione coinvolta in questa serie è Searchlight Television, che ne fa la sua produzione inaugurale. A seguito dell'assegnazione del suo ruolo, Amanda Seyfried si è unita alla miniserie come produttrice, mentre Elizabeth Meriwether, Liz Heldens, Liz Hannah e Katherine Pope sono diventati, insieme a Dunn e Thompson, produttori esecutivi. Il 31 marzo 2021, Michael Showalter e Jordana Mollick si sono uniti alla miniserie come produttori esecutivi. Showalter avrebbe dovuto anche dirigere diversi episodi.

### Casting
Kate McKinnon era stata scelta per interpretare Elizabeth Holmes, ex CEO di Theranos. Tuttavia, il 18 febbraio 2021 McKinnon ha abbandonato il progetto. Il 29 marzo 2021, Amanda Seyfried è stata scelta per sostituire McKinnon. Il giorno dopo, Naveen Andrews si è unito al cast principale. Il 10 giugno 2021, William H. Macy, Laurie Metcalf, Elizabeth Marvel, Utkarsh Ambudkar, Kate Burton, Stephen Fry, Michel Gill, Michael Ironside, Bill Irwin e Josh Pais sono stati scelti per dei ruoli ricorrenti. Il 3 agosto 2021, Dylan Minnette, Alan Ruck, Bashir Salahuddin, Mary Lynn Rajskub, Hart Bochner, James Hiroyuki Liao, Nicky Endres, Camryn Mi-Young Kim e Andrew Leeds sono stati scelti per altri ruoli ricorrenti. Il 5 agosto 2021, Sam Waterston, Kurtwood Smith e Anne Archer sono stati scelti per alcuni ruoli ricorrenti. Il 14 settembre 2021, LisaGay Hamilton, Michaela Watkins, Ebon Moss-Bachrach, Kevin Sussman, Sam Straley e Shaun Brown si sono uniti al cast in ruoli ricorrenti.

## Distribuzione
La serie è uscita per la prima volta il 3 marzo 2022, con i primi tre episodi disponibili. I successivi sono stati distribuiti settimanalmente su Hulu.
Nel resto del mondo, la serie uscirà tramite l'hub di contenuti Star su Disney+, su Star+ in America Latina, e su Disney+ Hotstar in India e nel sud-est asiatico.

## Accoglienza
Sul sito web recensioni Rotten Tomatoes, la miniserie detiene un punteggio di approvazione del 90% sulla base di 86 recensioni critiche, con una valutazione media di 7,4/10. Il consenso della critica del sito web recita: "The Dropout ha successo più come un docu-drama che come una dark comedy, ma il ritratto inquietante di Elizabeth Holmes da parte di Amanda Seyfried porta sangue fresco a questa rivisitazione della storia recente". Su Metacritic, la serie ha un punteggio di 75 su 100, basato su 32 critici, indicando "recensioni generalmente favorevoli".
Recensendo la serie per Rolling Stone, Alan Sepinwall ha assegnato una valutazione di 4 stelle su 5 e l'ha descritta come "una ricreazione esasperante, avvincente e, a volte sorprendentemente divertente, di una storia che sembrerebbe troppo assurda per essere vera se non sapessimo già il contrario."

## Riconoscimenti
- 2023 – Golden Globe[2]
  - Miglior attrice protagonista in una mini-serie o film per la televisione a Amanda Seyfried
  - Candidatura per miglior miniserie o film per la televisione
- 2023 – Critics' Choice Awards[3]
  - Candidatura per la miglior serie drammatica
  - Candidatura per miglior miglior attrice protagonista in una miniserie o film TV a Amanda Seyfried
- 2022 – Premio Emmy[4]
  - Candidatura per miglior miniserie
  - Miglior attrice protagonista in una miniserie o film
  - Candidatura per la miglior regia per un film, miniserie o speciale drammatico per l’episodio Iron Sisters a Francesca Gregorini
  - Candidatura per la miglior regia per un film, miniserie o speciale drammatico per l’episodio Green Juice a Michael Showalter
  - Candidatura per la miglior sceneggiatura per un film, miniserie o speciale drammatico per l’episodio I'm in a Hurry a Elizabeth Meriwether
  - Candidatura per miglior casting per una miniserie, film o speciale a Jeanie Bacharach, Mark Rutman e Alison Goodman